# Изола Пероза (Кунео)
Изола Пероза је насеље у Италији у округу Кунео, региону Пијемонт.
Према процени из 2011. у насељу је живело 15 становника. Насеље се налази на надморској висини од 679 м.